# Lexias perdix
Lexias perdix is een vlinder uit de onderfamilie Limenitidinae van de familie Nymphalidae. De wetenschappelijke naam van de soort is, als Symphaedra perdix, voor het eerst geldig gepubliceerd in 1884 door Arthur Gardiner Butler.